# Света Петка (Пехчево)
„Света Петка“ или Манастир (на македонска литературна норма: „Света Петка“, Манастир) е раннохристиянска православна базилика, чиито руини са открити край град Пехчево, югоизточната част на Северна Македония.

## Местоположение
Развалините на базиликата се намират на 4 km северозападно от Пехчево в югоизточното подножие на Беяз тепе.

## Описание
„Света Петка“ е раннохристиянска църква с размери 7 х 13 m, градена с камък и вар. Около нея има останки от сгради на манастирски комплекс. В 2000 година Министерството на културата и Македонската православна църква финансират частична консервация на обекта.